# Giulio Bertoni

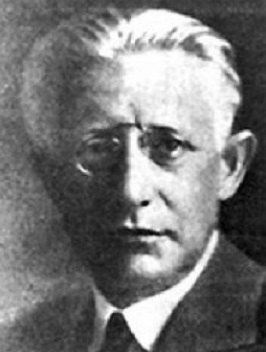
Giulio Bertoni.

Giulio Bertoni, född 26 augusti 1878, död 28 maj 1942, var en italiensk språkforskare.
Bertoni blev professor i romansk filologi vid Fribourguniversitetet i Fribourg 1905, i Turin 1921 och i Rom 1928. I hans stora produktion, delvis i den fransk-schweiziska dialektgeografins, delvis i Karl Vossler och Benedetto Croces estetiska och antirationalistiska anda, märks Dante (1913), Italia dialettale (1916), Programma di filologia romanza come sienza idealistica (1922), La Chanson de Roland (1935) och Profilo linguistico d'Italia (1940). Bertoni grundade 1917 tidskriften Archivum Romanicum.